# Egidienkloster Nürnberg
Das Schottenkloster St. Egidien (auch: Egidienkloster Nürnberg oder Schottenkloster St. Ägidien) ist ein ehemaliges Kloster der Benediktiner in Nürnberg in Bayern. Am Egidienplatz steht noch die auf das Kloster zurückgehende Egidienkirche, die Hauptkirche der evangelisch-lutherischen Kirchengemeinde St. Egidien. Die mehrmals wieder aufgebauten klösterlichen Nebengebäude wurden seit der Reformation zu Schulzwecken genutzt: zunächst durch das humanistische (heute Melanchthon-Gymnasium) und heute durch das Willstätter-Gymnasium.

## Geschichte

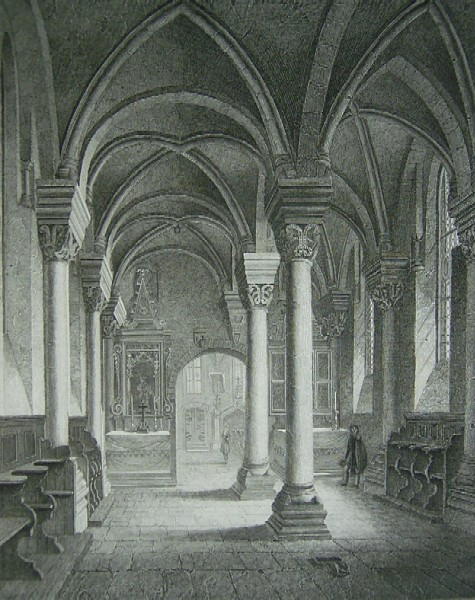
Romanische Euchariuskapelle, um 1220/30 gewölbt, Ansicht des Inneren um 1860

Das dem heiligen Aegidius geweihte Kloster wurde von König Konrad III. (reg. 1138–1152) an der Stelle eines königlichen Hofes gegründet. Konrad und seine Gemahlin Gertrud machten Carus, den Abt des Regensburger Schottenklosters, zu ihrem Kaplan und übertrugen ihm und seinen Nachfolgern in Nürnberg die Egidienkirche, eine ehemalige Martinskirche, „damit die Schotten dort die Gnade des Höchsten für den Bestand des Reiches und das Wohlergehen des Königshauses erflehen möchten.“
Noch im 12. Jahrhundert errichtete der Nachfolgeabt Declanus aus Sandstein eine neue Kirche, eine dreischiffige Basilika im romanischen Stil, finanziert mit Königsmitteln. In der vom Querschiff der Kirche zugänglichen sogenannten Haiden- oder Wolfgangskapelle vermutet man die Überreste des ersten steinernen Klosterhauses.
1264 lockerte sich die Bindung des Klosters an den königlichen Hof, indem Papst Urban IV. einen päpstlichen Schutzbrief ausstellte und das Recht der freien Abtswahl verlieh. Kirchenrechtlich gehörten die Mönche zum Ordenskapitel der Mainzer Provinz. Sie waren dem Schottenabt in Regensburg unterstellt, der sie 1298 visitierte und maßregelte. 1340 übertrug Kaiser Ludwig der Bayer die Wahrnehmung der königlichen Rechte dem Kloster gegenüber vom ungeliebten Reichslandvogt auf den Nürnberger Reichsschultheißen. Aus dessen Machtbereich erhielt der Rat der Stadt Nürnberg Einfluss auf das Kloster. Mitte des 14. Jahrhunderts wurde der Chor der Euchariuskapelle abgebrochen und an seiner Stelle eine Marienkapelle errichtet, die der Patrizierfamilie Tetzel als Totenkapelle diente.
Zur Hebung der verfallenen Klosterzucht wollten Anfang des 15. Jahrhunderts die Stadt und der Bischof von Bamberg das Egidienkloster reformieren; dieses rief jedoch zu seinem Schutz den Burggrafen von Nürnberg an. Burggraf Friedrich VI. erreichte daraufhin beim König, dass dieser 1415 die Schutzherrschaft des Burggrafen über das Egidienkloster anerkannte. Die Reform war damit aber nur für kurze Zeit aufgeschoben, denn 1418 zogen Mönche vom Reformkloster Kloster Kastl in der Oberpfalz in das Egidienkloster ein und stellten die strenge Ordenszucht wieder her. Das Kloster erlebte eine neue Blütezeit mit mehreren Baumaßnahmen. 1425 wurde ein Schulhaus errichtet, das einen guten Ruf errang und rund 45 Jahre später mit 230 Schülern die größte Bildungsstätte in der Reichsstadt darstellte. 1438 und 1441 tagte das Generalkapitel des Ordens im Egidienkloster. Unter Abt Johann Radenecker (reg. 1477–1504) erlebte die Abtei eine letzte geistige Blüte, gleichzeitig nahmen erneut die wirtschaftlichen Schwierigkeiten zu. Um die Schulden decken zu können, mussten Teile des Kirchenschatzes verkauft werden. Trotzdem entschloss man sich 1485, den Kirchturm zu erhöhen. 1520 musste nach einer Bamberger Visitation Abt Georg das Kloster verlassen; sein Nachfolger Friedrich Pistorius (* 1486; † 1553) war maßgeblich an dem Religionsgespräch beteiligt, das im März 1525 im Nürnberger Rathaussaal stattfand und die Reformation in Nürnberg einführte. Zwei Monate später gingen die Klostergüter an den Almosenfonds der Stadt über, das Kloster war damit aufgelöst.

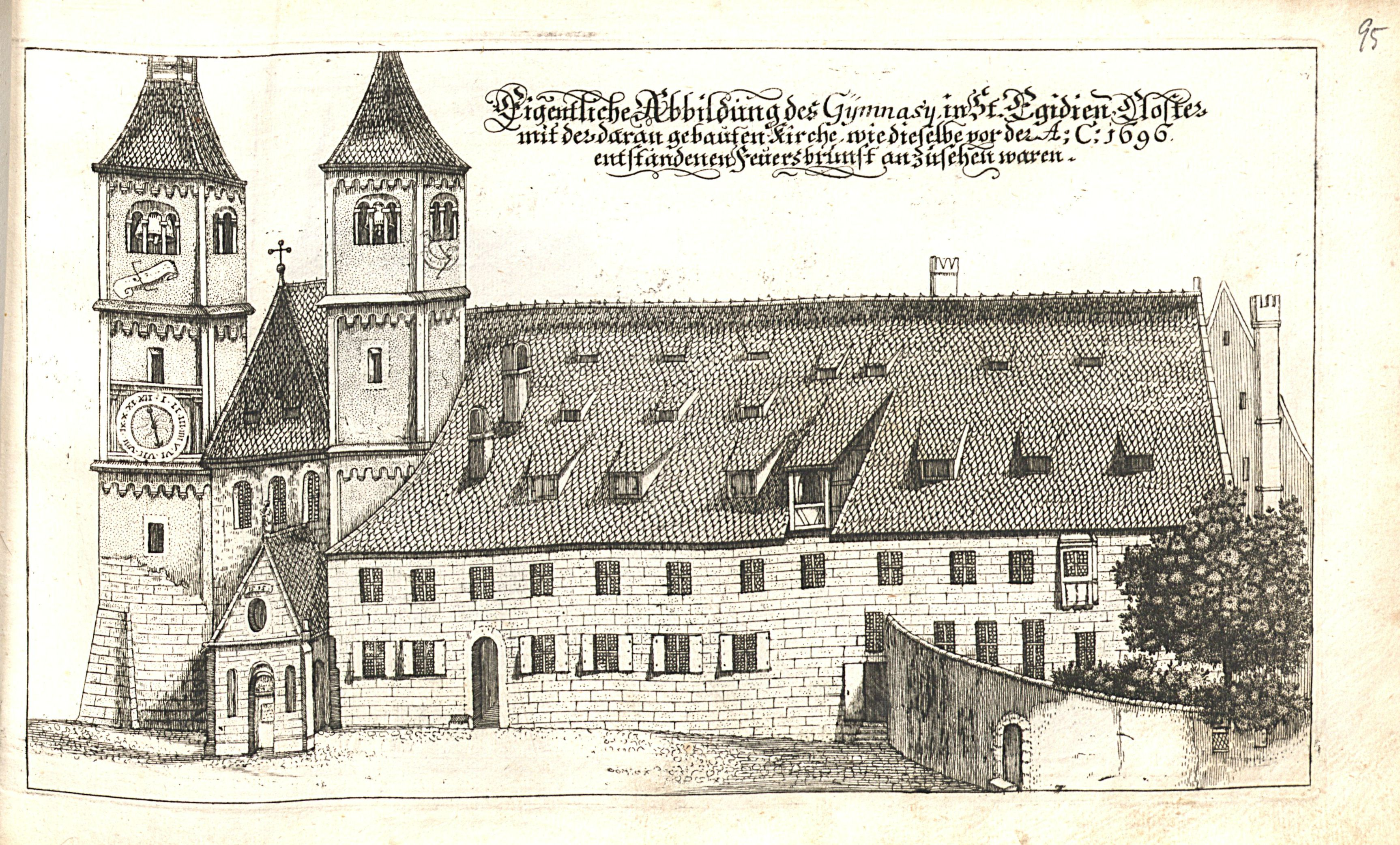
Egidienkirche und Kloster vor dem Brand 1696

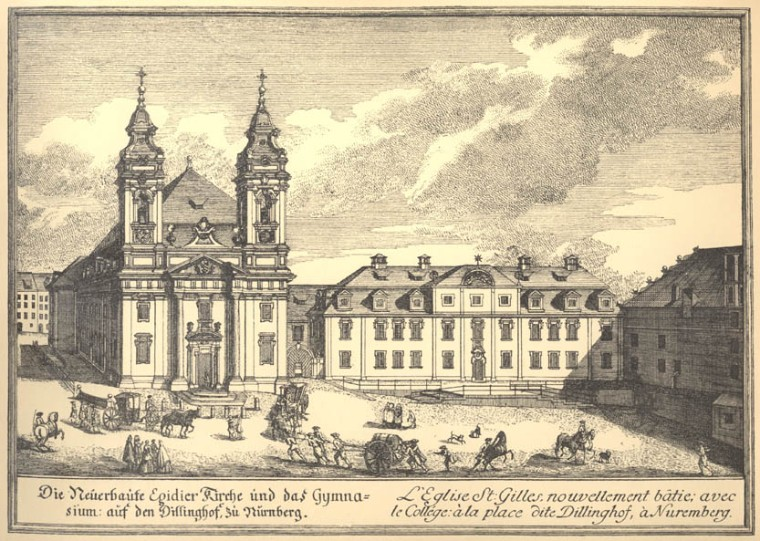
Die barocken Gebäude des Gymnasiums anstelle der Klosteranlage. Stich um 1720

1526 richtete der Wittenberger Gelehrte Philipp Melanchthon gemäß dem Rat der Stadt in den Gebäuden ein Gymnasium ein, das Aegidianum. 1575 erfolgte dessen Verlegung nach Altdorf und 1633 die Rückverlegung nach Nürnberg; der an St. Egidien tätige erste Prediger wurde Direktor des Gymnasiums.
Nach dem Augsburger Religionsfrieden gab es zwei vergebliche Versuche, die ehemaligen Klostergüter für den Benediktinerorden zurückzugewinnen, nämlich 1578 seitens des schottischen Bischofs John Leslie im Auftrag der katholischen Königin Maria Stuart, und 1629–1631 seitens einer bischöflich-bambergischen Kommission zur Durchführung eines römischen Restitutionsedikts.
In der Nacht vom 6. auf den 7. Juli 1696 brannten Kirche und das ehemalige Klostergebäude ab. Kirche und Schule wurden im frühen 18. Jahrhundert wiedererrichtet und am 4. September 1718 wurde die einzige Barockkirche Nürnbergs eingeweiht.